# An der Obertrave

An der Obertrave, rot markiert

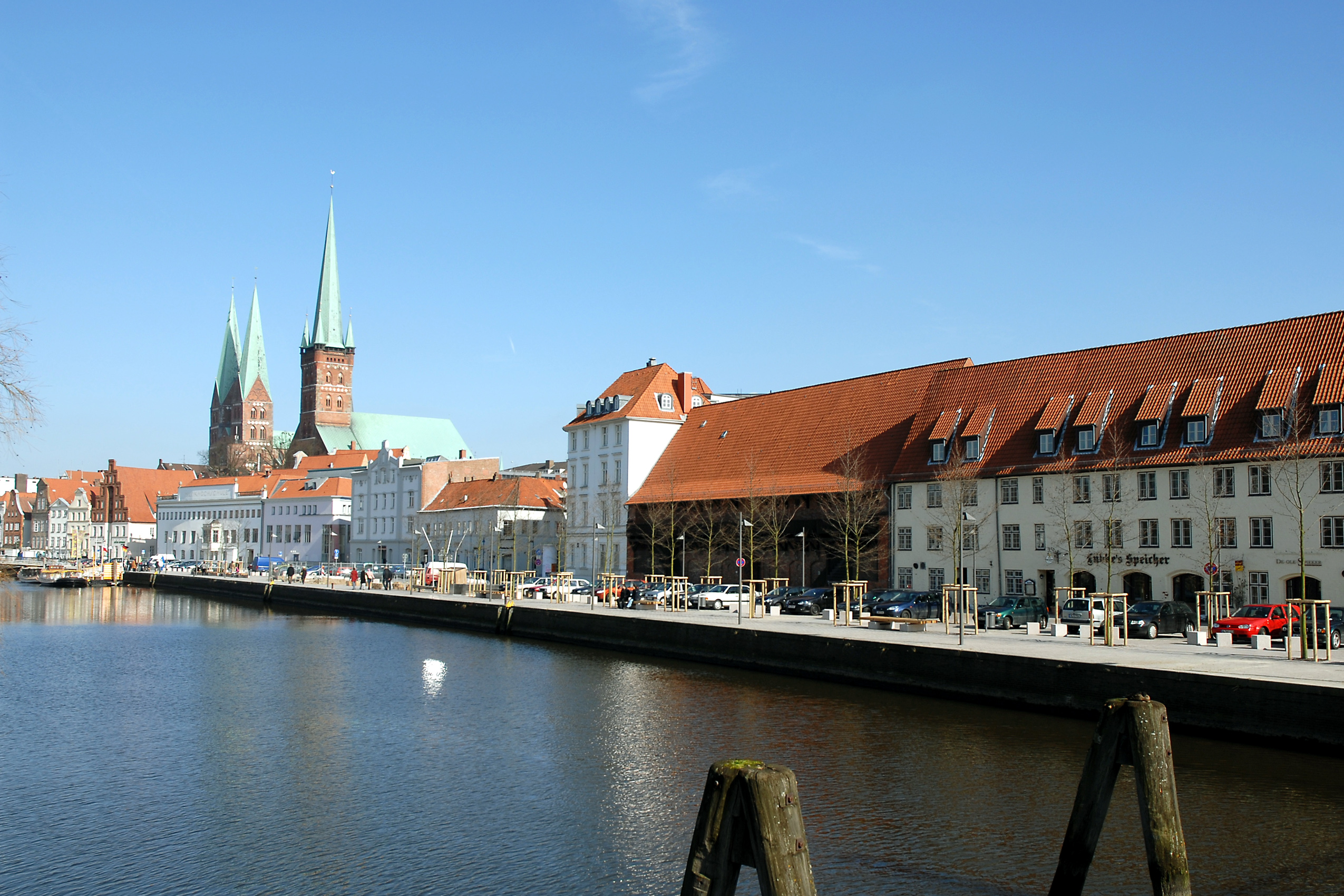
An der Obertrave

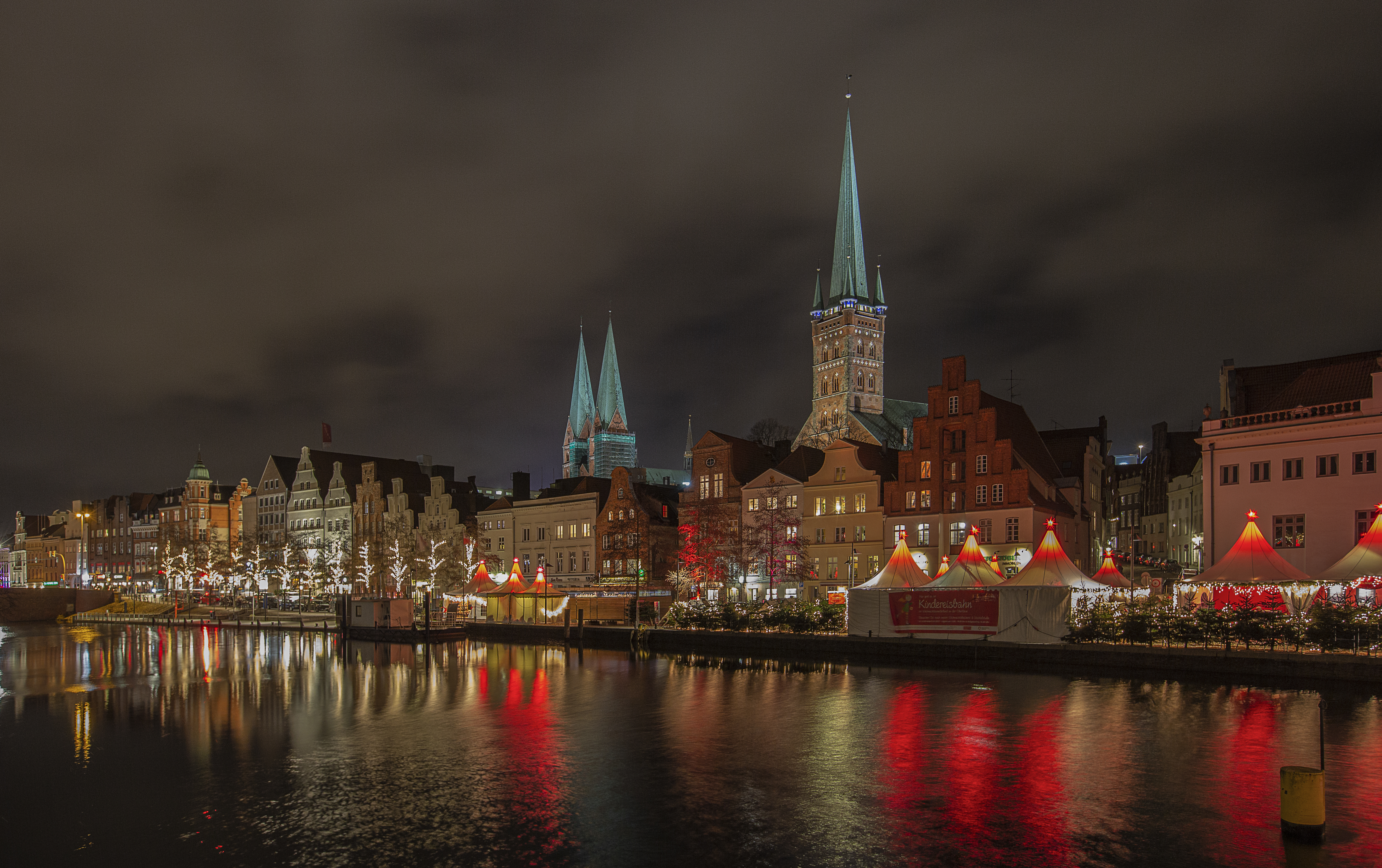
Weihnachtsmarkt An der Obertrave (2016)

An der Obertrave, um 1906

An der Obertrave ist eine Straße in der Lübecker Altstadt.

## Lage
Die etwa 720 Meter lange Straße An der Obertrave befindet sich im Südwesten der Altstadtinsel im Marien Quartier. Sie verläuft als Uferstraße entlang der Trave.
Die Straße beginnt bei der Holstenbrücke am Zusammentreffen von Holstenstraße und An der Untertrave. Sie verläuft dann südwärts, wobei sie den Krümmungen des Traveufers folgt. Nacheinander münden von Osten Pagönnienstraße, Kleine Petersgrube, Große Petersgrube, Depenau, Marlesgrube, Dankwartsgrube, Hartengrube, Effengrube und der Kleine Bauhof in die Straße ein. Das Zusammentreffen mit dem Kleinen Bauhof unweit des Lübecker Doms stellt auch das Ende der Obertrave dar.

## Geschichte
Die heutige Straße an der Obertrave wurde in früheren Zeiten nicht als durchgehender Straßenzug betrachtet und führte keinen zusammenfassenden Namen. Nur Teilstücke trugen eigene Bezeichnungen:
- Der Abschnitt zwischen Effengrube und Depenau ist 1593 mit dem Namen Holzmarkt belegt, da hier das von Flussschiffen herantransportierte Brennholz lagerte.
- Für den Bereich zwischen den Petersgruben und der Holstenbrücke ist 1578 die Benennung Soltenmarkede (Salzmarkt) belegt, weil an dieser Stelle die Flussschiffe mit dem Lüneburger Salz festmachten.
- Die Stelle an der Einmündung des Kleinen Bauhofs ist 1290 urkundlich als Apud arborem superiorem (Am oberen Wasserbaum) belegt, da an diesem Ort eine schwimmende Sperre aus Baumstämmen die Zufahrt zum Hafen von der Trave her abriegelte.

Erst 1884 wurde der Straßenzug unter dem amtlich festgelegten und bis heute gültigen Namen An der Obertrave zusammengefasst.

## Bauwerke

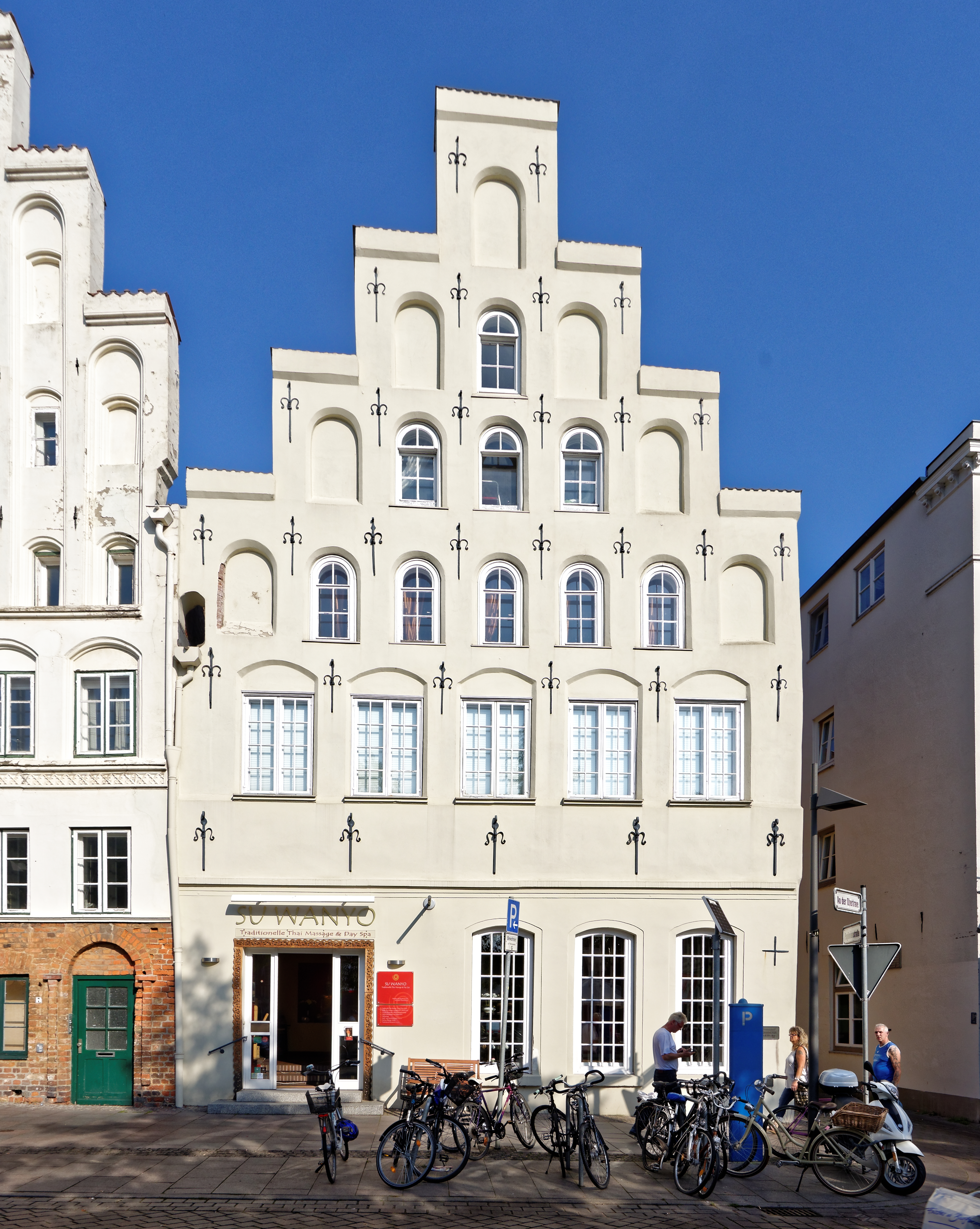
An der Obertrave 8, um 1600 errichtetes Renaissance-Giebelhaus

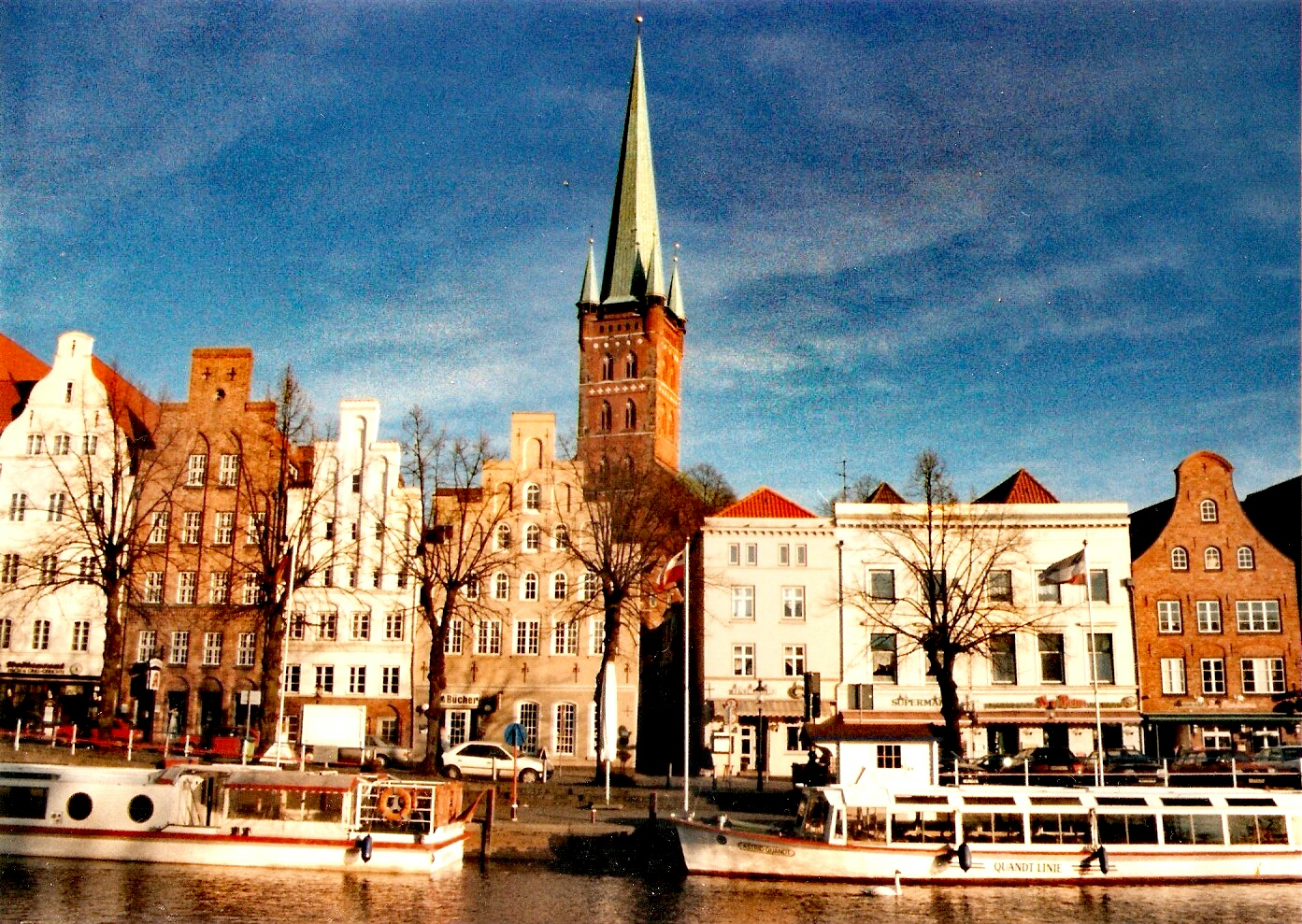
Obere An der Obertrave (1998)

Die Straße An der Obertrave war von den Zerstörungen des Luftangriffs vom 29. März 1942 nicht betroffen und weist daher bis heute ein weitgehend geschlossenes Bild historischer Bebauung auf.
Unter Denkmalschutz stehen die Gebäude An der Obertrave 6 bis 8, 11 bis 16, Nr. 20 (Ganghäuser im Gang Im Reinfeld), 23 bis 25, 30, 36, Nr. 37 (Ganghäuser in Rehhagens Gang) bis 39, 41 bis 44, Nr. 46 (Ganghäuser in Stüwes Gang) bis 49 sowie die Häuser 51 bis 53.
Die Hausnummer 19, Vorderhaus von Im Reinfeld und historischer Stadthof des Klosters Reinfeld, wurde 1938 abgerissen und durch den Bunker An der Obertrave ersetzt, der hinter recht aufwändigen Außenformen, die an den Vorgängerbau erinnern, getarnt wurde. Der Bunker, das rötliche Gebäude zwischen den weißen Fassaden, steht noch heute.

## Gänge und Höfe
Von der Straße An der Obertrave gehen oder gingen folgende Lübecker Gänge und Höfe ab (nach Hausnummern):
- 20: Im Reinfeld (siehe oben)
- 29: Rosen Hof
- 37: Rehhagens Gang
- 40: Donats Gang
- 46: Stüwes Gang
- 50: Blohms Gang
- 55: Petersens Gang